# Arkab Prior
Arkab Prior eller Beta1 Sagittarii (β1 Sagittarii, förkortat Beta1 Sgr, β1 Sgr) som är stjärnans Bayerbeteckning, är en dubbelstjärna belägen i den södra delen av stjärnbilden Skytten. Den har en kombinerad skenbar magnitud på 4,01 och är synlig för blotta ögat. Baserat på parallaxmätning inom Hipparcosuppdraget på ca 10,4 mas, beräknas den befinna sig på ett avstånd av ca 310 ljusår (ca 100 parsek) från solen. Vid detta avstånd minskas dess skenbara magnitud med en skymningsfaktor på 0,17 beroende på interstellärt stoft.

## Egenskaper
Primärstjärnan, Arkab Prior A är en blå till vit stjärna i huvudserien av spektralklass B9 V. Den har en massa som är ca 3,7 gånger större än solens massa, en radie som är ca 2,7 gånger så som solens och utsänder från dess fotosfär ca 324 gånger mera energi än solen vid en effektiv temperatur på ca 11 960 K. Den är ca 95 procent på väg genom dess livslängd på huvudserien.
Dubbelstjärnans komponenter har en vinkelseparation på 28,3 bågsekunder, med en uppskattad fysikalisk separation av ca 3 290 AE. Följeslagaren, Beta1 Sigttarii B, är en huvudseriestjärna av spektralklass A5 V och av magnitud 7,4 